# Sándor Joanovich
Sándor Joanovich de Szentandrás (n. 18 iulie 1861, Timișoara, Imperiul Austriac – d. 13 martie 1918, Budapesta, Austro-Ungaria) a fost un funcționar al administrației publice, șpan și comisar guvernamental.

## Biografie
Părinții săi au fost Emil Joanovich de Szentandrás și Ilona Bőnyi Panda. A terminat liceul la Timisoara, iar in 1877 s-a mutat la Budapesta, unde a devenit student la drept. În 1880 a servit ca voluntar timp de un an în Regimentul de Husari Nr. 4 și în 1881 a devenit sublocotenent în Regimentul Imperial și Regal de Husari Nr. 1. Ulterior, a fost sublocotenent de husari în rezervă. În 1882 a intrat în serviciul comitatului Timiș; La 18 iulie 1883, guvernul l-a numit comisar al autorităților locale pentru așezările ceangăiești recent stabilite; în același timp, a primit și titlul onorific de judecător principal. În octombrie 1884, comisariatul local a fost desființat iar așezările ceangăiești au fost transferate sub jurisdicția comitatului Torontal. Prim-ministrul Kálmán Tisza a exprimat recunoștința guvernului pentru munca asiduă și de succes a lui Joanovich. Acesta s-a întors atunci în serviciul comitatului Timiș și în 1885 a devenit solgăbirău la Buziaș, iar în 1889 a devenit solgăbirău-șef al districtului Recaș. Aici a activat timp de zece ani, până în mai 1898, și în acest timp a fost de mai multe ori recompensat de ministere și autoritățile de comitat. În 1898 a fost ales în unanimitate solgăbirău-șef de district, iar în noiembrie 1899 a devenit secretar al orașului. La 18 mai 1905, comunitatea comitatului Timiș l-a ales vice-șpan. În această calitate a modernizat controlul administrativ al comunelor. În decembrie 1908 a fost numit consilier guvernamental și, în același timp, comisar guvernamental pentru problemele romilor. În 1910 a fost numit șpan al Timișului și al orașului liber regal Timișoara și a beneficiat de aprecierea generală și de respectul public. 

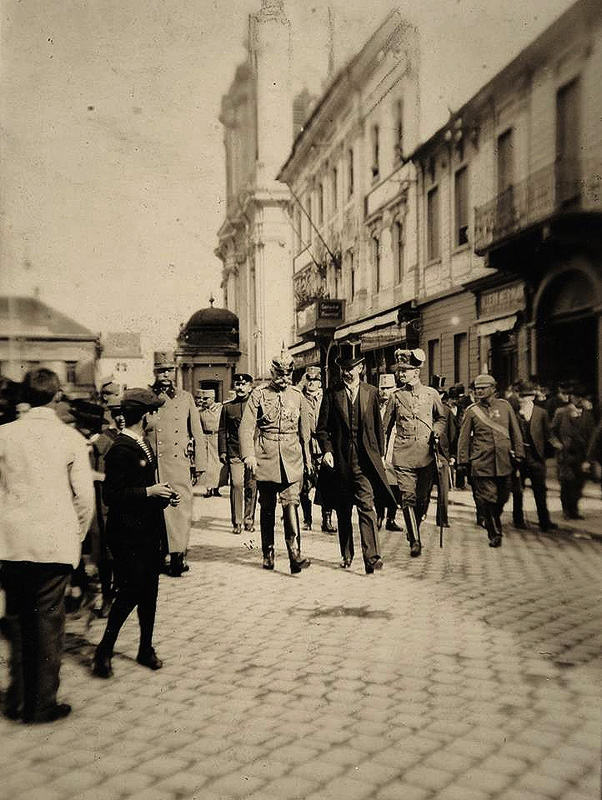
Generalfeldmarschall-ul August von Mackensen, alături de primcomitele Timișoarei, Sándor Joanovich, în dreapta sa, și comandantul garnizoanei Timișoara, Feldmarschall-Leutnant-ul Hess, în 1915, în dreptul Casei Prenner din Piața Unirii, Timișoara

În 1914 a fost numit comisar civil al regiunii de sud și în 1917 comisar guvernamental pentru alimentație publică al orașelor libere regale ale Ungariei și al teritoriului Ruteniei. Soția sa a fost Laura Hellebronth.
De asemenea, s-a ocupat de literatură și muzică și a publicat numeroase articole despre administrație publică și economie înPesti Hírlap și Budapesti Hirlap. A fost un traducător eminent, traducând din maghiară în germană și invers. Poeziile sale erau cunoscute într-un cerc mai larg. A fost membru al mai multor societăți literare și culturale și membru de onoare al Societății János Arany. Cântecele sale maghiare, pentru care a scris și versurile, au fost populare și s-au remarcat prin caracterul lor maghiar bogat. Volumul său de versuri originale și traduse, atât în maghiară, cât și în germană, a fost publicat în 1912.

## Lucrări
- 8 magyar dal (1905)
- Von der Heide (1910)
- Gedichte und Ubersetzungen (1912)
- Költemények és fordítások (1914)